# ردیاب هسته‌ای

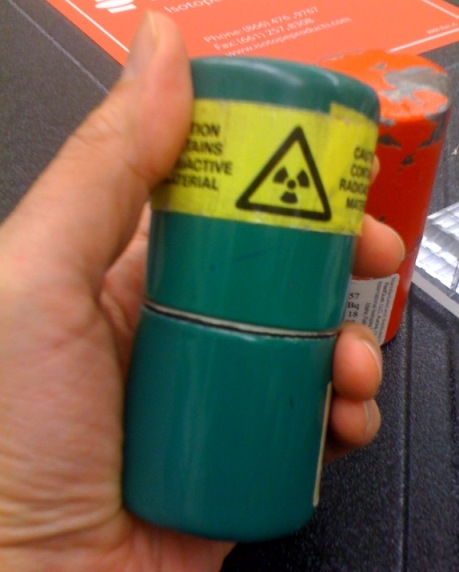
مخزن‌های سربی مخصوص نگهداری از تریسرها

ردیاب هسته‌ای (به انگلیسی: Radioactive Tracer) (یا Radiotracer یا Radioactive Label)، ترکیبی شیمیایی است که در آن یکی یا دو اتم با ایزوتوپ‌های پرتوزایشان جایگزین شده، به گونه ای که به دلیل واپاشی هسته‌ای، می توان سازوکارهای واکنش‌های شیمیایی را با ردیابی مسیری که ایزوتوپ هسته‌ای از واکنش‌دهندگان به فرآورده ها طی می کنند، مورد مطالعه بیشتر قرار داد. برچسب‌زنی هسته‌ای یا ردیابی هسته‌ای نیز بر همین اساس، نوعی از برچسب‌زنی یا نشان‌گذاری ایزوتوپی می‌باشد.

## پیوندهای بیرونی
- National Isotope Development Center U.S. Government resources for radioisotopes - production, distribution, and information
- Isotope Development & Production for Research and Applications (IDPRA) U.S. Department of Energy program sponsoring isotope production and production research and development